# 임피향교 대성전
임피향교 대성전(臨陂鄕校 大成殿)은 대한민국 전북특별자치도 군산시 임피면 읍내리에 있는 건축물이다. 1984년 4월 1일 전라북도의 문화재자료 제95호로 지정되었다.

## 개요
향교는 공자와 여러 성현들께 제사를 지내고, 지방민의 교육과 교화를 위해 나라에서 세운 교육기관이다.
임피향교는 조선 태종 3년(1403) 흑산리에 처음 지었고, 숙종 36년(1710)에 지금 있는 자리로 옮겨 세웠다.
대성전의 규모는 앞면 3칸·옆면 2칸이며, 지붕은 옆면에서 볼 때 사람 인(人)자 모양인 맞배지붕이다. 안쪽에는 공자를 비롯한 그 제자와 한국 성현들의 위패를 모시고 있다.
조선시대에는 나라에서 토지와 노비·책 등을 지원받아 학생을 가르쳤으나, 지금은 교육 기능은 없어지고 제사 기능만 남아 있다.

## 참고 자료
- 임피향교대성전 - 국가유산청 국가유산포털